# 三岐鐵道
三岐鐵道股份有限公司（日语：／ Sangi Tetsudō */?）是日本的一家私鐵業者，營運三重縣北部的北勢地域的三岐線與北勢線兩條鐵路線，並營運路線巴士及包租巴士事業。

## 路線

路線圖

| 中文線名   | 日文線名 | 起點     | 終點           | 距離（公里） |
| ---------- | -------- | -------- | -------------- | ------------ |
| 三岐線     |          | 富田     | 西藤原         | 26.5         |
| 近鐵聯絡線 |          | 近鐵富田 | 三岐朝明信號場 | 1.1          |
| 北勢線     |          | 西桑名   | 阿下喜         | 20.4         |

## 使用車輛
2025年3月10日，三岐鐵道宣布，將在三岐線上引進由國鐵211系電聯車改裝的三岐鐵道5000系電聯車，並規劃於同年5月投入運轉；此次也是三岐線時隔16年再度引進新型電車。同時三岐鐵道851系電聯車中的851編組也預計在引入三岐鐵道5000系電聯車時退役。